# Бели Камен (Лучани)
Бели Камен је насеље у Србији у општини Лучани у Моравичком округу. Према попису из 2022. било је 340 становника.

## Демографија
У насељу Бели Камен живи 401 пунолетни становник, а просечна старост становништва износи 40,8 година (39,1 код мушкараца и 42,3 код жена). У насељу има 153 домаћинства, а просечан број чланова по домаћинству је 3,32.
Ово насеље је великим делом насељено Србима (према попису из 2002. године), а у последња три пописа, примећен је пад у броју становника.
|  |

| Демографија | Демографија | Демографија |
| Година      | Становника  | Становника  |
| ----------- | ----------- | ----------- |
| 1948.       | 676         |             |
| 1953.       | 720         |             |
| 1961.       | 745         |             |
| 1971.       | 658         |             |
| 1981.       | 579         |             |
| 1991.       | 543         | 525         |
| 2002.       | 508         | 514         |
| 2011.       | 466         |             |

| Етнички састав према попису из 2002.‍ | Етнички састав према попису из 2002.‍ | Етнички састав према попису из 2002.‍ | Етнички састав према попису из 2002.‍ | Етнички састав према попису из 2002.‍ |
| ------------------------------------ | ------------------------------------ | ------------------------------------ | ------------------------------------ | ------------------------------------ |
|                                      |                                      |                                      |                                      |                                      |
| Срби                                 | Срби                                 |                                      | 503                                  | 99,01%                               |
| Румуни                               | Румуни                               |                                      | 1                                    | 0,19%                                |
| непознато                            | непознато                            |                                      | 3                                    | 0,59%                                |

| Година пописа     | 1948. | 1953. | 1961. | 1971. | 1981. | 1991. | 2002. |
| ----------------- | ----- | ----- | ----- | ----- | ----- | ----- | ----- |
| Број домаћинстава | 122   | 134   | 148   | 149   | 146   | 156   | 153   |

| Број чланова      | 1  | 2  | 3  | 4  | 5  | 6  | 7 | 8 | 9 | 10 и више | Просек |
| ----------------- | -- | -- | -- | -- | -- | -- | - | - | - | --------- | ------ |
| Број домаћинстава | 33 | 34 | 16 | 24 | 23 | 18 | 4 | 0 | 0 | 1         | 3,32   |

| Пол    | Укупно | Неожењен/Неудата | Ожењен/Удата | Удовац/Удовица | Разведен/Разведена | Непознато |
| ------ | ------ | ---------------- | ------------ | -------------- | ------------------ | --------- |
| Мушки  | 195    | 47               | 136          | 8              | 1                  | 3         |
| Женски | 221    | 30               | 133          | 57             | 1                  | 0         |
| УКУПНО | 416    | 77               | 269          | 65             | 2                  | 3         |

| Пол    | Укупно                    | Пољопривреда, лов и шумарство | Рибарство                            | Вађење руде и камена | Прерађивачка индустрија       |
| ------ | ------------------------- | ----------------------------- | ------------------------------------ | -------------------- | ----------------------------- |
| Мушки  | 128                       | 90                            | 0                                    | 1                    | 10                            |
| Женски | 97                        | 70                            | 0                                    | 0                    | 3                             |
| УКУПНО | 225                       | 160                           | 0                                    | 1                    | 13                            |
| Пол    | Производња и снабдевање   | Грађевинарство                | Трговина                             | Хотели и ресторани   | Саобраћај, складиштење и везе |
| Мушки  | 0                         | 3                             | 6                                    | 1                    | 5                             |
| Женски | 0                         | 0                             | 6                                    | 0                    | 5                             |
| УКУПНО | 0                         | 3                             | 12                                   | 1                    | 10                            |
| Пол    | Финансијско посредовање   | Некретнине                    | Државна управа и одбрана             | Образовање           | Здравствени и социјални рад   |
| Мушки  | 0                         | 0                             | 2                                    | 4                    | 2                             |
| Женски | 2                         | 1                             | 0                                    | 5                    | 4                             |
| УКУПНО | 2                         | 1                             | 2                                    | 9                    | 6                             |
| Пол    | Остале услужне активности | Приватна домаћинства          | Екстериторијалне организације и тела | Непознато            | Непознато                     |
| Мушки  | 0                         | 0                             | 0                                    | 4                    | 4                             |
| Женски | 1                         | 0                             | 0                                    | 0                    | 0                             |
| УКУПНО | 1                         | 0                             | 0                                    | 4                    | 4                             |